# 東海駅 (北朝鮮)
東海駅（トンヘえき、동해역）は、朝鮮民主主義人民共和国（北朝鮮）江原道通川郡に位置する朝鮮民主主義人民共和国鉄道省金剛山青年線の駅である。

## 歴史
- 1931年7月21日：東海北部線開業に伴い通川駅として開業[1]。
- 1950年：朝鮮戦争により廃止。
- 1996年：金剛山青年線の開業により東海駅として営業再開。